# 第65旅団 (日本軍)
第65旅団（だい65りょだん）は、大日本帝国陸軍の旅団のひとつ。通称「夏兵団」。1941年（昭和16年）6月に、歩兵第122連隊（松山）、歩兵第141連隊（福山）、歩兵第142連隊（松江）の3個連隊を基幹として広島師管で「第65独立歩兵団」として編成され。太平洋戦争初期のフィリピンの戦いに従軍した後、ニューブリテン島に転進して終戦を迎えた。

## 戦歴
- 1941年（昭和16年）
  - 8月14日：「第65独立歩兵団」（福山）新設。
  - 10月8日：第65独立歩兵団は動員され、工兵隊 (広島)・通信隊 (広島)・野戦病院 (善通寺･輜重兵第55連隊補充隊 編成担当) を加えて第65旅団を編成。
  - 11月8日：動員完結。
    - 旅団は、占領地治安警備の第二戦用部隊の編成であり、輜重は持たず、編成装備も次等級の縮小軽装備、旧式野砲を歩兵連隊内に持つ将兵7300名の部隊であった。
      - 　歩兵連隊：通常編成の2/3である、2コ歩兵大隊・1野砲兵中隊・1通信中隊・1連隊砲小隊の変則乙編成。
      - 　歩兵大隊：3コ小銃中隊・1機関銃中隊。
      - 　歩兵小隊：通常の3/4の3コ分隊。
      - 　機関銃中隊内に：1大隊砲小隊。
      - 　野砲兵中隊は38式野砲4門。

　　　　　※ 兵器も定数に満たなく、他部隊の増加兵器から借りたとの証言がある。
開戦後の1942年1月1日、第65旅団はフィリピン第二次輸送部隊としてリンガエン湾に上陸した。
1941年夏頃までは全く出動の計画はなく、急な動員であって、衛戍地で長期的訓練計画を作成していた歩兵第141連隊の今井武夫 大佐 (30期)は、急なことに非常に驚き、装備向上を願い出たが、兵器廠に在庫が無く、間に合わなかったとの証言してる。
米比軍はマニラを捨ててバターン半島にこもっていた。大本営および南方軍司令部はバターン半島の勢力を過少に見積もり、敗残兵であると断定し、二線級部隊でも攻略可能と見て、主力兵団を他方面の作戦に転用し、歩兵第9連隊を臨時に指揮下に置いた第65旅団にバターン半島攻略を命じた。1月9日からの攻撃は米比軍の頑強な抵抗にあい、2月8日の攻撃停止命令までに第65旅団は兵力の3分の2を失い幹部も多数が戦死した（第1次バターン半島の戦い）。
※戦闘参加が旅団司令部.将校20名.准士官以下136名.122連隊以下3個連隊とも.将校64名.准士官以下1855名に対し、「65旅団戦闘詳報」による，1/9～24までの死傷者数は、1700名を超え、戦力ほぼ壊滅である。
- 戦死　　　　　　　　　　　　戦傷
- 旅団司令部：将校なし， 准士官以下1　　 　：将校2， 　准士官以下9
- 歩122連隊：将校2，     准士官以下33　　   ：将校2，　 准士官以下71
- 歩141連隊：将校8，　  准士官以下328　    ：将校12，  准士官以下352
- 歩142連隊：将校13，　准士官以下213　    ：将校14，  准士官以下373
- 配属部隊　：将校3，　  准士官以下90        ：将校10，  准士官以下278

3月24日から始まった第2次攻撃にも一部を欠いた状態で他部隊とともに参加し、4月初めに半島を攻略した。この後旅団はバターン死の行進に関わっている。
※ 後刻の部隊評価では、
- 歩兵連隊は留守部隊等内地残留兵で、特に胸疾患者多数あり素質不良[注釈 3]。
- 工兵は船舶工兵の訓練兵が主力で、陸上工兵としては甚だ未熟[注釈 4]。
- 通信隊･野戦病院は作戦部隊として使用するには弱体で、作戦時には増強が不可欠。

と報告がある。
※ このように、編制装備面だけでなく、人員素質においても、兵器廠に充てがう在庫がない事においても、治安部隊との名目で南方作戦への第65旅団動員自体が、計画に無く本当に突然急遽であることがうかがえる。
※ バターン半島の米比軍戦力が予想通り少数の敗残兵であったとしても、南方軍や第14軍が、この旅団の状態を正確な理解があって、開戦前に.もしもの緊急時作戦投入の実戦力として、どの程度の見積もり持っていたか大いに怪しい。その上で、大本営や南方軍が、比島からの部隊引抜き決めたとは理解が難しい。
- 旅団長の奈良晃中将は、素質が悪く老兵であるが機会があれば第一線への参加意欲を、本間雅晴 (陸士19期) 軍司令官に着任時の挨拶で示したことが有名であるが、編成･装備には触れておらず、本人も願望･熱望ではなく御機嫌伺いの挨拶口上であったと回想している。
- 同じく奈良旅団長は、リンガエン湾に上陸し、第14軍の林義秀 (陸士26期) 参謀副長から「バターン半島の米比軍を殲滅掃蕩すべし」との軍命令を受けたが、「山岳戦にはなくてはならぬノコギリやカマもなかった」の回想している。つまり、戦闘開始する以前に前進するための装備すら所持していなかった。
- ではあるが、装備品定数には含まれていない准士官以上の地下足袋を、動員中の11月2日に1人1組みではあるが増加装備を願い出ており、装備向上には努めていることが見て取れる。[注釈 5]

※ 多分に、第65旅団の派遣は、比島の首都マニラ占領後に政治的意図として、建制の常設部隊を置くことが最大の目的であったと推察される。
バギオに旅団司令部を置き占領地の治安任務にあたっていたところ、1942年11月にガダルカナル島を奪還する作戦方針のもと、旅団司令部とともに歩兵第141連隊はラバウルに増派され、歩兵第122連隊と歩兵第142連隊、工兵隊･通信隊･野戦病院の1/2は、旅団本体から外れ残置され、それぞれマーシャル諸島、フィリピン中部の警備についた。
第65旅団と歩兵第141連隊は1943年5月ニューブリテン島西部のツルブへ飛行場設営のため転進。
9月、同地域の指揮を一元化し戦区司令部とするため、第65旅団と第4船舶団(船舶工兵第1･第8連隊基幹)司令部を併合、第4船舶団長の松田巌少将が第65旅団長に就任。この方面の戦いの総指揮を執った。
12月26日、米軍がツルブ付近に上陸。1月中旬頃には弾薬･糧食の欠乏が顕著となり、1月23日に退却命令が出て戦闘は終結した（グロスター岬の戦い）。退却先は当初のタラセアからラバウルに変更された。ラバウルまで約700kmのジャングル行軍は過酷なものであり、多数の戦病死･餓死者を出した。ラバウルに集結した旅団は自給体制をとりつつ、陣地構築や戦闘訓練に当たり終戦を迎えた。
1946年5月11日名古屋において復員完結した。

## 人事

### 第65独立歩兵団長[10]
- 奈良晃 中将（陸士23期）：1941年（昭和16年）3月1日 -1941年（昭和16年）10月8日[11]

第65旅団長
- 奈良晃 中将：1941年（昭和16年）10月8日 - 1942年（昭和17年）11月18日[11]
- 真野五郎（陸士24期）
  - 少将：1942年（昭和17年）11月18日 - 1942年（昭和17年）12月1日[12]
  - 中将：1942年（昭和17年）12月1日 - 1943年（昭和18年）6月14日[12]（＊41D長に転出）
- 岩佐俊 少将（陸士22期）：1943年（昭和18年）6月14日 - 1943年（昭和18年）7月26日[13]（＊6iB長に転出）
- ：　欠員  ：1943年（昭和18年）7月26日 - 1943年（昭和18年）10月29日

　　＊ 旅団長代理 ：片山憲四朗 大佐 (本職：歩兵第141連隊長・陸士28期)　
- 松田巌（陸士28期）
  - 少将：1943年（昭和18年）10月29日 - 1945年（昭和20年）4月30日[14]
  - 中将：1945年（昭和20年）4月30日 - 終戦[14]

### 参謀
- 鷲⾒⼀男 中佐　　　　　　：1941年（昭和16年）10月8日 - 　[15]
- 都渡正義 少佐（陸士37期）：1941年（昭和16年）10月8日 - 　[15]
- 大島廣治 中佐 (陸士32期）：　　　　　　～
- 戸伏長之 少佐（陸士44期）： 1944年年(昭和19年) 8月 - 終戦

### 副官
- 玉置正雄 少佐（陸士35期）：～

### 工兵隊長
- 堀池芳馬 少佐：1941年（昭和16年） -　[15]
  - 隊付：若林高行 中尉：1941年（昭和16年） -[15]

### 通信隊長
- 渡辺四郎 大尉：～

### 留守第65歩兵団長
- 山本三男 （陸士22期）
  - 少将：1941年（昭和16年）10月15日 - 1942年（昭和17年）4月1日
  - 中将：1942年（昭和17年）4月1日 - 1942年（昭和17年）7月1日
- 堤不夾貴 少将（陸士24期）：1942年（昭和17年）7月1日 - 1943年（昭和18年）10月1日
- 渡辺雅夫 少将（陸士29期）：1943年（昭和18年）10月1日 - 1943年（昭和18年）11月24日

　（ ＊1943年（昭和18年）11月24日 ⇒ 司令部を南洋第3支隊司令部に充当し廃止）

### 留守第65歩兵団参謀
- 松長＠一 （＊参謀事務取扱）：